# Johann Philipp Wilhelm Luck
Johann Philipp Wilhelm Luck (* 28. August 1728 in Erbach; † 8. November 1791 in Michelstadt) war ein Hofprediger in Michelstadt, Kirchenlieddichter und Schriftsteller.

## Leben
Seine Eltern waren der Erbacher Amtsverweser Johann Wilhelm Luck (* 7. Februar 1694; † 12. Januar 1780) und dessen Ehefrau Amalia Louysa, geb. Wannemacher (* 2. Juni 1697; † 13. Januar 1778).
Seine Schulbildung erhielt er zunächst in der Lateinschule in Erbach. Von 1745 bis 1747 studierte er in Jena, kehrte aber wegen Krankheit heim. Am 3. Juli 1750 wurde er an der theologischen Fakultät der Universität Gießen examiniert. Er wurde am 1. August 1750 Pfarrer zu Güttersbach und kam am 6. August 1752 als Stadtpfarrer nach Michelstadt. Im Jahr 1757 wurde er Konsistorialassessor und 1759 Konsistorialrat. 1791 war er bis zu seinem Tod für nur zwölf Tage Hofprediger und Oberpfarrer in Michelstadt.
Bereits 1778 hatte er mit dem damaligen Hofprediger Johann Konrad Crantz das gräflich Erbach’sche Kirchengesangbuch herausgegeben. Im Jahr 1788 veröffentlichte er ein Häusliches Andachtsbuch zum Gebrauche gemeiner Christen, in dem sich 34 Lieder von ihm finden.

## Familie
Luck heiratete am 1. Oktober 1750 in Beerfelden Anna Christina Sophia Seyfert. Am 4. März 1756 heiratete er Maria Helena Seippel. Das Paar hatte mehrere Kinder:
- Maria Elisabetha Wilhelmina (* 28. April 1758; † 20. Dezember 1830) ⚭ Johann Conrad Strein (* 16. Juni 1754; † 28. Februar 1834)
- Franz Philipp Wilhelm (1761–1828)
- Wilhelmina Christiane Friederica (* 14. April 1763; † 18. Juli 1843) ⚭ 1798 mit Friedrich Wilhelm Graefe (* 23. November 1751; † 15. Dezember 1816), gräflich erbachscher Rat

Danach heiratete er am 10. Oktober 1769 Christina Friederica Gmelin (* 4. September 1723; † 17. September 1792). Das Paar hatte mehrere Kinder:
- Catharina Regina Wilhelmina (gen. Rosalia)  (* 14. August 1770, † 28. Juni 1851) ⚭ Ernst Lehmann, Sekretarius und Rat in Glauchau in Sachsen
- Philipp Wilhelm (* 29. April 1787; † 9. März 1852), Hofapotheker in Michelstadt ⚭ 1783 Johanna Philippine Salome Cranz (* 17. Dezember 1783; † 15. August 1829)

## Schriften (Auswahl)
- Freundliche Erinnerungen über von Loen's Buch von der einzigen Religion, und insonderheit dessen ersten Theil. Möller, Franckfurt 1751 (Digitalisat)
- Neue Lieder über die Sonn- und Festtägliche Evangelien. Michelstadt 1756.
- Versuch einer Reformations- und Kirchen-Geschichte der Graffschaft Erbach und Herrschaft Brenberg, aus archivalischen und andern bewährten Urkunden. Frankfurt am Mayn 1772 (Digitalisat)
- Historische Genealogie des Reichsgräflichen Hauses Erbach. Frankfurt am Mayn 1772 (Digitalisat)